# Stift Säusenstein
Stift Säusenstein ist eine ehemalige Abtei der Zisterzienser (OCist) am rechten Donauufer in Säusenstein im Bezirk Melk in Niederösterreich.

## Geschichte

### Gründung
Das Kloster wurde durch Eberhard V. von Walsee und seine Gattin Anna von Losenstein gegründet. Eberhard V. war Landeshauptmann und Landrichter von Österreich ob der Enns (damaliger Name für Oberösterreich) und wollte laut Stiftungsurkunde „im Hinblick auf den gegenwärtigen, hinfälligen Zustand dieser Welt […] Vergängliches in Ewiges verwandeln und Irdisches gegen Himmlisches tauschen“. Aus diesem Grund hatte er schon einige Zeit versucht, ein Kloster für 16 Mönche im „Vallis Dei“ (lateinisch für Gottestal) zu gründen. Dieser Ort wurde im Volksmund Säusenstein genannt. Historisch belegt sind Verhandlungen mit den Augustiner-Eremiten im Jahr 1333, eine Unvereinbarkeit mit den Ordensregeln verhinderte jedoch die Bestätigung durch das Generalkapitel. Dieser Zeitpunkt dürfte auch für das oftmals in der Literatur verwendete Gründungsjahr 1334 verantwortlich sein (Beispiel: Dehio, Handbuch Niederösterreich, Ausgabe 1953).
Eberhard beschloss darauf, seine Stiftung dem Orden der Zisterzienser zu übergeben. Zuerst bezogen Mönche aus Stift Zwettl das Kloster, aber aus unbekannten Gründen kam es zu keinem erfolgreichen Anfang. So unterstellte Eberhard das Kloster laut Stiftungsurkunde am 19. September 1336 zusammen mit zahlreichen „beweglichen und unbeweglichen Gütern“ rechtlich als Tochtergründung dem Stift Wilhering. Auch gab er seine Zusage, dem Kloster weitere finanzielle Zuwendungen zu gewähren und dass er es gegen „fremde Ansprüche und in allen Dingen verteidigen werde“.
Der erste Abt namens Ulrich besiedelte das Stift Säusenstein gemeinsam mit einigen Mönchen um 1337 von dem Mutterkloster Wilhering. Der Bischof von Passau bestätigte die Stiftung 1344. Der Stifter starb am 21. April 1370 und wurde in der Klosterkirche beigesetzt.

### Aufstieg und wechselvolle Geschichte
In den Jahren nach der Gründung wurde statt der an der hinteren Fassade aufgefundenen offensichtlich kleineren Gründungskirche (Steinrippen im Mauerwerk) eine neue, große Stiftkirche erbaut und 1341 geweiht. Die kleinere Gründungskirche wurde zum Kapitelsaal des Klosters umgebaut, von dieser Zeit zeugen noch im Kreuzgang aufgefundene gotische Fresken. Unter anderem führten die reichen Zuwendungen des Stifters zu einer raschen Blütezeit des Klosters, Ansehen und Bedeutung stiegen.
Nach dem Tode des Stifters gestaltete sich die Geschichte des Klosters unter den insgesamt 41 Äbten sehr wechselvoll. Verwüstungen durch die Türkenkriege, Plünderungen durch entlassene Soldaten, harte Steuervorschreibungen und Kriegssteuern, Zwiste der Reformation und Gegenreformation sowie der Dreißigjährige Krieg führten das Kloster mehrfach an den Rand der Vernichtung.
Dadurch wurde das Kloster sowie die Umgebung schwer in Mitleidenschaft gezogen. So musste das Kloster als Kriegssteuer 1526 die Hälfte alle Kirchenwertsachen für Kriegszwecke abliefern. Während der Ersten Wiener Türkenbelagerung im Herbst 1529 zogen einzelne Horden plündernd und gewalttätig umher, auch um eine Volksbewaffnung zu verhindern: „Am Pfinsttag nach Michaelis kam der Türk in 6000 starck gen Amstetten, machte Alles nieder, was sie antraffen; Viel Ort, Flecken und Dörffer, wurden verbrannt“ (Annales Styrenses). Dabei wurden auch in Säusenstein Menschen erschlagen, verschleppt und Häuser angezündet. Zu einer längeren Belagerung des Klosters kam es jedoch nicht, da das Stift durch Abt Johannes gut vorbereitet war. Die wichtigsten Urkunden und Wertgegenstände waren vorher schon nach Melk gebracht worden waren. Die Besitzungen des Klosters im Tullnerfeld wurden jedoch großteils zerstört.
Als eine weitere Kriegssteuer sollte in den folgenden Jahren zusätzlich der vierte Teil der Klostergüter verkauft und der Erlös abgeliefert werden. Trotz des Verkaufs eines Teils der Güter mussten Darlehen aufgenommen werden, um die Steuer bezahlen zu können. Das Kloster war arm geworden, Abt Johann kam wegen Zahlungsverzugs des Klosters beinahe in Beugehaft.
In der Zeit der Reformation kam es durch die gesellschaftlichen Umbrüche und allgemeine Orientierungslosigkeit auch in Stift Säusenstein durch zwei Äbte zu ökonomischen Problemen sowie zu einem Verfall des geistlichen Lebens. Einer der Äbte brannte sogar mit der Klosterkasse durch.

### Aufblühen und rege Bautätigkeit
Nach der Zeit der Reformation kam es langsam wieder zu einer ökonomischen Verbesserung der Zustände des Klosters und zum Anwachsen der Anzahl der Mönche.
Nach einem Brand, welcher große Teile des Klosters beschädigte, begann im Jahr 1703 unter den Äbten Malachias I., Malachias II. und Roman bis hin zum letzten Abt Andreas Schrappeneder (1751–1788) eine rege Bautätigkeit, die zur größten Ausdehnung der Gebäude des Stiftes und zur heutigen (renovierten) Fassadengestaltung führte. Abt Andreas ermöglichte im Stift das Studium der Philosophie und Theologie, sodass das Kloster auch nach außen hin ein reges geistliches Leben entfaltete.

### Aufhebung des Klosters (Säkularisation)
Trotz des Aufblühens war die Aufhebung nicht mehr aufzuhalten. Der Geist der französischen Aufklärung hatte auch die Monarchen erfasst und zum Josephinismus geführt. In mehreren Schritten arbeitete Kaiser Joseph II. an der Umgestaltung und Auflösung von Klöstern. Bereits am 24. März 1781 wurde per Verordnung den Zisterziensern die Verbindung zu Generalabt und Generalkapitel sowie allen ausländischen Klöstern untersagt und damit der Orden als Einheit zertrennt. Anschließend wurden die Klöster dem Staat unterstellt, viele Brüder als Seelsorger außerhalb des Klosters eingesetzt, gegen die Ordensregel periodische Abtwahlen eingeführt sowie die Neuaufnahme von Novizen von einer nur selten erteilten Genehmigung abhängig gemacht. Als Abt Andreas am 3. Mai 1788 starb untersagte man die Abtwahl. Ohne Abt konnte das Kloster rechtlich und nach außen nicht mehr vertreten werden. Am 21. Mai 1789 wurde das Kloster aufgehoben, als Administrator der Auflösung wurde der Abt von Stift Seitenstetten Ambros Rixner bestellt.
Am 22. Juni wurden die verbliebenen 19 Mönche von einem Regierungskommissär und einigen Beamten zusammengerufen und es ihnen freigestellt, in ein anderes Stift ihres Ordens zu gehen oder ins Weltpriestertum überzutreten und eine Pfarre zu übernehmen. Damit war die Säkularisation abgeschlossen. Ein Teil der Ausstattung, unter anderem die großen Decken- und Wandbilder des Sommerrefektoriums (Speisesaales) kamen nach Stift Seitenstetten, von dort wurden auch die Güter verwaltet, das Stift wurde in weiterer Folge dem Religionsfonds einverleibt. Die für das Stift Säusenstein bestimmte Orgel von Jan Vymola wurde in die Pfarrkirche Stronsdorf transferiert und wurde dort 1793 von Wenzel Okenfus um ein Rückpositiv erweitert.

### Napoleon und die Franzosenkriege
In den napoleonischen Kriegen der Jahre 1796 bis 1800 diente der Barockbau unter anderem als Militärlazarett. 1797 wurden über 300 französische Kriegsgefangene in der Kirche und im Kreuzgang untergebracht, die Ruhr brach aus und viele Soldaten starben.
In den Jahren 1800 und 1801 kamen im Zuge des Krieges immer wieder Truppen Napoleons nach Säusenstein, erpressten die Verwaltungsbeamten des ehemaligen Stiftes, raubten Wertgegenstände und verkauften die Einrichtung. Auch die Wertgegenstände der Kirche wurden geraubt, zerschlagen, die Kirche durch eine Orgie entweiht und die wertvolle Orgel zerstört. Anschließend schleppten sie Stroh und Brennmaterial herbei und entzündeten es in der Kirche. Dabei geriet der Hochaltar in Flammen und in weiterer Folge der Dachstuhl. Als Leute zum Löschen herbeieilten, wurden sie von den Soldaten vertrieben. Die Kirche brannte bis auf einen Querflügel völlig nieder. Dieser wurde als Loreto-Kapelle weitergeführt (Renoviert 1917 nach jahrzehntelanger Verwahrlosung, heute auch Theresienkapelle genannt). Reste der Gewölbesteinrippen der Kirche sind noch an der Südmauer zu sehen.
In den Kriegen der Jahre 1805 (dritte Koalition) und 1809 (fünfte Koalition) kamen erneut Truppen Napoleons, zogen in das ehemalige Stift ein, erpressten und misshandelten die Bevölkerung und zerstörten vieles.

### Verkauf und Niedergang
Als der Abt von Stift Seitenstetten als Administrator des Klosters 1812 starb, wurde die Stiftsherrschaft 1815 vom Staat übernommen und 1825 als Religionsfondsherrschaft Säusenstein an den Meistbietenden verkauft. Der Wiener Hausbesitzer Jakob Bernklau erwarb das Stift und begann in den zwei Jahren, in denen er Stift Säusenstein besaß, Teile abzubrechen und diese weg zu transportieren. Schöne Grabsteine wurden zerschlagen sowie als Pflasterung des Kuhstalles und als Mauersteine verwendet. Nach nur zwei Jahren verkaufte er das Stift wieder und als Besitzer folgten verschiedene bürgerliche und adelige Personen. Aus dieser Zeit dürfte auch die volkstümliche Bezeichnung „Schloss“ für das Stift stammen, welche heute in der Bevölkerung der Umgebung oft verwendet wird. Der Niedergang setzte sich fort, die Bausubstanz des Stiftes wurde immer schlechter. 1856 wurden ein Teil des an die Kirche grenzenden Konventgebäudes sowie der Westflügel beim Bau der Westbahn abgerissen. Diesem Abbruch sind wahrscheinlich auch zwei Flügel des Kreuzgangs sowie die bei den Zisterziensern wichtige Brunnenstube zum Opfer gefallen. Ebenso wurde ein Ecktürmchen der Klostermauer, das sogenannte „Prälatenstöckl“ vom Stift abgetrennt.
Die letzten privaten Besitzer, die Familie Edleditsch, verkauften das Stift schließlich an das Deutsche Reich. Es wurde in der Zeit von 1939 bis 1945 als Institut für Grünlandwirtschaft, eine Versuchsanstalt zur Erhöhung von Ernteerträgen, umgebaut und auf den verbliebenen Gütern Pflanzversuche durchgeführt.
Nach dem Zweiten Weltkrieg lag das Stift in der sowjetischen Besatzungszone und wurde als Quartier der Besatzungsmacht benutzt, Umbauten des Kapitelsaales, ein im Sommerrefektorium an die Decke gemalter roter Stern sowie ein aufgeschweißter Tresor zeugten von dieser Zeit.
Nach Abzug der Besatzungsmächte 1955 übernahmen die Österreichischen Bundesforste das Stift, da die verbliebenen Güter auch einigen Waldbesitz enthielten. Das Stiftsgebäude wurde in weiterer Folge an Familien der Umgebung vermietet, das Gebäude selbst wenig betreut.

### Revitalisierung
Am 25. Mai 1979 kaufte die Galeristin, Malerin, Buchautorin und christliche Mystikerin Luise Wittmann (* 3. Dezember 1902; † 8. Juli 2005) gemeinsam mit ihrem in der Architektur arbeitenden Sohn Karl (* 6. Mai 1928; † 26. Dezember 2004) das Stiftsgebäude und den etwa 2 Hektar großen Park, auch um für ihren großen Freundes- und Künstlerkreis sowie für ihre übernatürlich gegründete Gemeinschaft ein Stammhaus zu haben. Zu diesem Zeitpunkt war die Bausubstanz in schlechtem Zustand, die Schornsteine und das Dach baufällig, der reiche Stuck des Sommerrefektoriums stark beschädigt und der Saal als Kohlenkeller benutzt. Vielerlei Umbauten im Inneren hatten unter anderem den Charakter der langen Gänge, des Kreuzgangs und anderer schöner Räume verändert. Ein aus dem Empire stammender Kachelofen lag zerlegt als Schutthaufen im Hof.
Die beiden neuen Eigentümer begannen gleich nach dem Kauf mit der Restaurierung und Revitalisierung des Objektes. Unter großem persönlichen und finanziellen Einsatz der neuen Eigentümer, einiger Freunde und Künstler sowie fallweiser Unterstützung durch das österreichische Bundesdenkmalamt und das Land Niederösterreich wurden das Sommerrefektorium, historische Räume und Teile der Fassade restauriert. Dabei wurden unter anderem seltene gotische Fresken im Kreuzgang in den Grundfarben Ocker, Holzkohle und Ziegelrot entdeckt. An der Außenseite des Hauses fanden sich Steinrippengewölbe der Gründungskirche, die später zum Kapitelsaal umgebaut wurde.
Mit zahlreichen Ausstellungen mit Werken von Luise Wittmann und Künstlern aus ihrem Bekanntenkreis, Lesungen und Konzerten wurde versucht, kulturelle Werte zu fördern, bekannt zu machen und das Haus Besuchern zu öffnen.
Am 13. Mai 2004 übergaben Luise Wittmann und ihr Sohn Karl das Stift aus Altersgründen ihrem Nachfolger, der es in ihrem Sinne weiterführt, renoviert und revitalisiert.